# Schreiner's
Schreiner's, ook bekend als Charles Schreiner & Company, was een warenhuis in het centrum van Kerrville, Texas, dat werd gerund door Dunlaps uit Fort Worth.

## Geschiedenis
In 1858 kocht Charles Schreiner, Sr., een Franse immigrant en voormalig Texas Ranger, een kleine kruidenierswinkel in Camp Verde, een militaire post 24 kilometer ten zuiden van Kerrville. Schreiner sloot een contract met de overheid om de soldaten te voorzien van rundvlees en andere benodigdheden. 
Nadat hij in de Burgeroorlog had gevochten, verhuisde hij naar Kerrville, waar hij in 1869 met een compagnon een winkel opende (delen van de oorspronkelijke houten winkel zijn nog steeds te zien achter het huidige stenen gebouw). In 1879 kocht hij zijn partner uit en breidde zijn bedrijf uit met bankieren, veeteelt en de marketing van wol en mohair. Schreiner's was het eerste bedrijf in Amerika dat mohair waardeerde. In 1893 kreeg de bank zoveel klanten, dat Charles een apart gebouw voor de bank moest laten bouwen. Een van zijn belangrijkste bijdragen aan de gemeenschap was de oprichting van het Schreiner Institute (de latere Schreiner University) in Kerrville in 1917. Dunlaps nam de winkel in 1991 over en beloofde deze op dezelfde manier te blijven exploiteren, onder dezelfde naam en in hetzelfde gebouw.
Dunlaps kon geen financiering krijgen voor een lening die het had verstrekt, ging failliet en werd eind 2007 ontbonden. Alle overgebleven winkels sloten nog voor het einde van het jaar. Op 23 september 2007 sloot Schreiner's voor de laatste keer haar deuren. Het gebouw is inmiddels heropend onder dezelfde naam en herbergt een aantal kleinere winkels en boetiekjes.